# Bahabón de Esgueva
Bahabón de Esgueva est une commune d'Espagne dans la communauté autonome de Castille-et-León, province de Burgos. Elle s'étend sur 21,39 km2 et comptait environ 118 habitants en 2011.